# Eidgenössische Volksinitiative «Für die Zukunft unserer Natur und Landschaft (Biodiversitätsinitiative)»

Abstimmungsplakat

Die eidgenössische Volksinitiative «Für die Zukunft unserer Natur und Landschaft (Biodiversitätsinitiative)» war eine Volksinitiative, die vom Trägerverein «Ja zu mehr Natur, Landschaft und Baukultur» am 8. September 2020 bei der Bundeskanzlei eingereicht wurde. Die Initiative wollte den Schutz der Artenvielfalt stärken und deren langfristigen Erhalt sichern. Weiter sollten der Landschaftsschutz gestärkt und das baukulturelle Erbe geschont werden. Die Volksabstimmung fand am 22. September 2024 statt. Die Initiative wurde von Volk und Ständen mit 63 % Nein-Stimmen und 21½ ablehnenden Standesstimmen verworfen.

## Initiativtext
Art. 78a Landschaft und Biodiversität

1 In Ergänzung zu Artikel 78 sorgen Bund und Kantone im Rahmen ihrer Zuständigkeiten dafür, dass:

a. die schutzwürdigen Landschaften, Ortsbilder, geschichtlichen Stätten sowie Natur- und Kulturdenkmäler bewahrt werden;
b. die Natur, die Landschaft und das baukulturelle Erbe auch ausserhalb der Schutzobjekte geschont werden;
c. die zur Sicherung und Stärkung der Biodiversität erforderlichen Flächen, Mittel und Instrumente zur Verfügung stehen.

2 Der Bund bezeichnet nach Anhörung der Kantone die Schutzobjekte von gesamtschweizerischer Bedeutung. Die Kantone bezeichnen die Schutzobjekte von kantonaler Bedeutung.
3 Für erhebliche Eingriffe in Schutzobjekte des Bundes müssen überwiegende Interessen von gesamtschweizerischer Bedeutung vorliegen, für erhebliche Eingriffe in kantonale Schutzobjekte überwiegende Interessen von kantonaler oder gesamtschweizerischer Bedeutung. Der Kerngehalt der Schutzwerte ist ungeschmälert zu erhalten. Für den Moor- und Moorlandschaftsschutz gilt Artikel 78 Absatz 5.
4 Der Bund unterstützt die Massnahmen der Kantone zur Sicherung und Stärkung der Biodiversität.
Art. 197 Ziff. 12

12. Übergangsbestimmung zu Art. 78a (Landschaft und Biodiversität)

## Initiativkomitee
Das Initiativkomitee besteht aus 14 Mitgliedern. Ihm gehören unter anderem an: Kurt Fluri (bis 2023 Nationalrat FDP.Liberale), Martin Killias (Präsident Schweizer Heimatschutz), Urs Leugger-Eggimann (Geschäftsleiter Pro Natura), Suzanne Oberer (Präsidentin BirdLife Schweiz), Heribert Rausch (emeritierter Professor für Öffentliches Recht), Enrico Riva (emeritierter Professor für Staats- und Verwaltungsrecht), Raimund Rodewald (Geschäftsführer Stiftung Landschaftsschutz), Ursula Schneider Schüttel (bis 2023 Nationalrätin SP, Präsidentin Pro Natura).

## Argumente des Initiativkomitees
Das Komitee geht davon aus, dass ein Drittel der Tier- und Pflanzenarten gefährdet oder bereits ausgestorben ist; die Hälfte der Lebensräume sei bedroht. Das treffe auch die Menschen direkt, z. B. gebe es ohne Insekten keine Bestäubung und ohne Bestäubung keine Beeren, Früchte und Gemüse. Eine intakte Natur schütze vor Klimawandel und Umweltkatastrophen. Nichtstun verursache hohe Kosten; gemäss Schätzungen des Bundesrates ab 2050 jährlich 14 bis 16 Milliarden Franken. Daher verlangt die Initiative, dass Bund und Kantone die erforderlichen Flächen zur Sicherung und Stärkung der Biodiversität bereitstellen. Gerade die Landwirtschaft sei auf eine hohe Biodiversität angewiesen, um die Ernährungssicherheit sicherzustellen.

## Behandlung der Initiative

### Einreichung der Volksinitiative
Mit der Publikation des Initiativtexts im Bundesblatt am 26. März 2019 begann der Fristenlauf von 18 Monaten für die Sammlung von mindestens 100'000 Unterschriften (Art. 139 Abs. 1 BV). Die gesammelten Unterschriften wurden am 8. September 2020 eingereicht. Mit Verfügung vom 15. Oktober 2020 stellte die Bundeskanzlei fest, dass die Initiative mit 107'885 gültigen Unterschriften zustande gekommen ist.

### Stellungnahme des Bundesrates
Mit seiner Botschaft vom 4. März 2023 beantragte der Bundesrat der Bundesversammlung, Volk und Ständen die Ablehnung der von der Volksinitiative verlangten Änderung der Bundesverfassung zu empfehlen; er schlug zugleich einen indirekten Gegenentwurf für eine Änderung der Bundesgesetze über den Natur- und Heimatschutz, über die Kulturförderung, die Raumplanung und die Landwirtschaft vor.
Der Bundesrat erklärte, dass er die Anliegen der Initiative grundsätzlich befürworte; die Biodiversität in der Schweiz befinde sich in einem unbefriedigenden Zustand und sei stark rückläufig. Die Initiative gehe dem Bundesrat aber zu weit. Die geltenden Kompetenzen sowie der bestehende Handlungsspielraum von Bund und Kantonen würden übermässig eingegrenzt. Eine Umsetzung der Initiative würde zu erheblichen Zielkonflikten mit der Energie- und der Landwirtschaftspolitik führen.
Der vom Bundesrat vorgeschlagene indirekte Gegenentwurf auf Gesetzesstufe solle zu einer Zunahme der Flächen zugunsten der Erhaltung der Biodiversität sowie zu einer besseren Vernetzung dieser Flächen führen. Das Ziel, dass die Kerngebiete für die Biodiversität 17 Prozent der Fläche der Schweiz umfassen (2022: 13,4 Prozent), werde gesetzlich festgelegt.

### Beratungen des Parlaments
Die Volksinitiative wurde zuerst vom Nationalrat behandelt. Dieser stimmte am 21. September 2022 mit 104 zu 83 Stimmen bei 5 Enthaltungen dem Entwurf des Bundesrates für den indirekten Gegenentwurf zu und beschloss darauf mit 101 zu 72 Stimmen bei 19 Enthaltungen eine ablehnende Abstimmungsempfehlung zur Volksinitiative. Der Nationalrat strich aber mit 100 zu 91 Stimmen das konkrete Flächenziel von 17 Prozent und ersetzte dieses Kernelement der Vorlage durch eine qualitative Formulierung. Für den Gegenentwurf stimmten die einstimmigen Fraktionen der SP, der Grünen und der Grünliberalen, eine Mehrheit der Fraktion der FDP.Liberalen und eine Minderheit der Fraktion der Mitte. Gegen den Gegenentwurf stellten sich die einstimmige Fraktion der SVP, eine Mehrheit der Fraktion der Mitte und eine Minderheit der Fraktion der FDP.Liberalen. Die Existenz einer Biodiversitätskrise wurde bestritten; die Landwirtschaft würde Produktionsflächen verlieren und die Ernährungssicherheit würde gefährdet.
Der Ständerat beschloss am 13. Juni 2023 mit 28 zu 14 Stimmen Nichteintreten auf den indirekten Gegenentwurf, entgegen dem Nationalrat und dem von Albert Rösti (SVP), Vorsteher des UVEK, vertretenen Bundesrat. Eine Mitte-Rechts-Mehrheit fand, diese Gesetzesänderung sei unnötig und unklar. Nachdem der Nationalrat am 18. September 2023 am Entwurf festgehalten hatte, beerdigte ihn der Ständerat mit seinem zweiten Nichteintreten am 7. Dezember 2023 definitiv. Das Initiativkomitee hatte seine Bereitschaft zum Rückzug der Initiative signalisiert, wenn sein Anliegen auf Gesetzesstufe schneller umgesetzt werden kann.
Nach diesem Abschluss der Beratung des Gegenentwurfs beschlossen die Räte in ihren Schlussabstimmungen vom 22. Dezember 2023 mit 124 zu 72 Stimmen (Nationalrat) bzw. 33 zu 12 Stimmen (Ständerat) definitiv, die Volksinitiative Volk und Ständen zur Ablehnung zu empfehlen.

## Abstimmungskampf

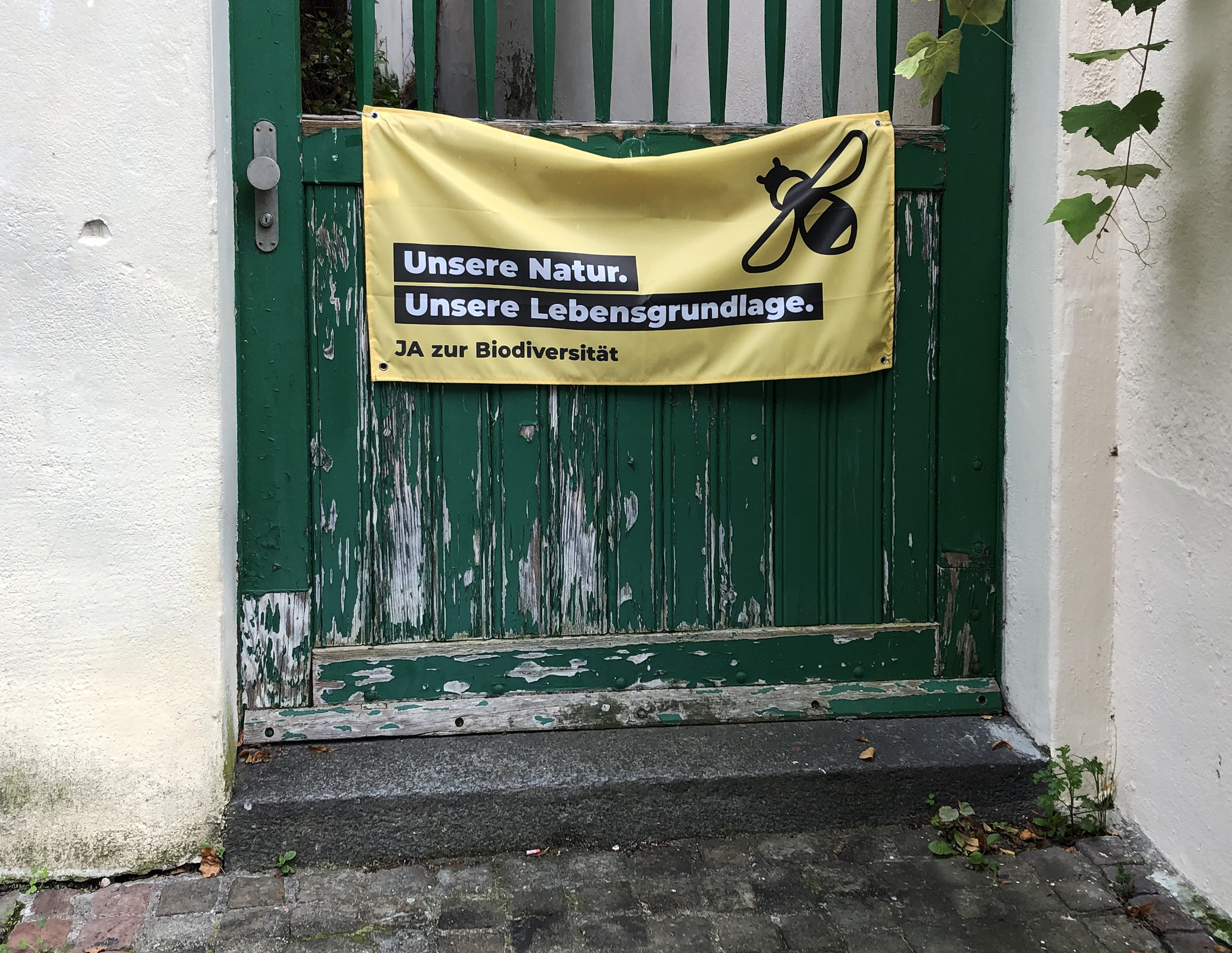
Stoffbanner der Ja-Kampagne

Die Träger der Initiative setzten sich unter anderem mit Medienkampagnen, Mailings und Plakataktionen für einen Erfolg bei der Volksabstimmung ein.
Während des Abstimmungskampfes gab die Kampagne der Gegner zu reden, welche auf ihren Plakaten behaupteten, 30 Prozent der Flächen gingen «weg». Der Tages-Anzeiger stellte die Frage nach Fake-News. Es handle sich um ein Zahlenspiel mit Bezug auf die unverbindlichen Zusagen zur Biodiversität von Montreal 2022, wo von "30 Prozent der Land- und Meeresflächen weltweit" die Rede war. Die Umsetzung der Biodiversitätsinitiative obliegt gemäss ihrer Formulierung jedoch gänzlich dem Parlament und der Initiativtext nennt keine Prozentzahlen.
Die Gegner der Initiative bezeichneten die Vorlage im Abstimmungskampf systematisch als «extrem», unter anderem mit der Aussage, dass bei der Annahme des neuen Verfassungszusatzes die Siedlungstätigkeit, die Waldwirtschaft, die Energieproduktion und der Tourismus geschädigt würden, und auch als «unnötig», weil die Landwirtschaft die Artenvielfalt mit den bereits vorhandenen Biodiversitätsförderflächen schon ausreichend fördere.
Ab 2024 muss die Finanzierung der Abstimmungskampagnen offengelegt werden; die Eidgenössische Finanzkontrolle publiziert die deklarierten Angaben. Die Befürworter der Biodiversitätsinitiative haben 4'144'607 CHF ausgegeben. Davon stammten 2'043'594 CHF von Pro Natura, 205'873 CHF von BirdLife Schweiz, 116'847 CHF vom Schweizer Heimatschutz, 89'413 Franken vom Schweizer Tierschutz und 52'234 CHF von der SP. Die Zuwendungen an die Gegner der Vorlage betrugen 2'041'865 CHF. Der Schweizer Bauernverband hat 1'874'237 CHF aufgewendet; eigene Kampagnen führten der Luzerner Bäuerinnen- und Bauernverband mit 100'628 CHF und der Zürcher Bauernverband mit 69'000 CHF.

## Volksabstimmung

### Abstimmungsparolen
Ja-Parolen:
- Parteien: EVP, GLP, GPS, SP
- Verbände und weitere Organisationen: VCS, Kleinbauernvereinigung, WWF, Greenpeace, Fondation Franz Weber, Schweizer Tierschutz und diverse weitere Umwelt- und Naturschutzorganisationen

Nein-Parolen:
- Parteien: FDP-Liberale, Die Mitte, SVP, EDU, Lega, MCG
- Verbände und weitere Organisationen: Schweizer Bauernverband, Schweizerischer Gewerbeverband, Schweizerische Arbeitsgemeinschaft für die Berggebiete, Verband der Bürgergemeinden und Korporationen, Centre patronal, WaldSchweiz, Baumeisterverband, Verband Schweizerischer Elektrizitätsunternehmen

### Resultate der Volksabstimmung
Am Abstimmungstag zeigte sich schon nach dem Vorliegen von Resultaten aus der Mehrheit der Kantone, dass die Initiative bereits am erforderlichen Ständemehr gescheitert war. Nach dem Auszählen der Ergebnisse in allen Kantonen stellte die Bundeskanzlei (als «provisorisches amtliches Ergebnis») fest, dass die Initiative deutlich mit 1'579'316 Nein-Stimmen (das entspricht 63,03 %) gegen 926'159 Ja-Stimmen abgelehnt wurde.
Nur in den Kantonen Basel-Stadt und Genf erzielte die Vorlage eine Mehrheit von Ja-Stimmen. Im Kanton Basel-Stadt wurde die Initiative vom Hauptort Basel angenommen und von den Landgemeinden Bettingen und Riehen abgelehnt. Im Kanton Genf fand die Initiative in 7 bevölkerungsstarken Gemeinden (mit der Stadt Genf) eine Mehrheit und wurde in den übrigen 38 kleinen, mehrheitlich ländlich geprägten Gemeinden abgelehnt.